# Slussen
59°19′16.2″N 18°4′21.5″Ø / 59.321167°N 18.072639°Ø
Slussen er et gennemkrydsningsområde i Stockholm, beliggende i den nordlige del af Södermalm nærmest Gamla Stan. Området domineres af en større vejfletning samt en sluse mellem Mälaren og Saltsjön. Slussen er et vigtigt knudepunkt for biltrafikken og den kollektive trafik med metrostation, jernbanestation på Saltsjöbanan og busterminal. Gennem Slussen-området løber grænsen mellem Uppland og Södermanland.

## Historie
Gennem alle tider har området mellem Gamla Stan og Södermalm været et vigtigt forbindelsesled i Stockholm for ruten fra syd og vandvejen, der forbinder Mälaren med Østersøen. Gennem århundrederne har denne rejseovergang ændret form adskillige gange. I alt har der eksisteret fire sluser: Drottning Kristinas sluse, Christopher Polhems sluse, Nils Ericsons sluse og  Karl Johanslusen. I 1935 indviede man en ombygget overgang for trafikken, og hele området fik efterfølgende sit navn. Slussen bruges i dag på officielle bykort over Stockholm, men før i tiden henviste "Slussen" udelukkende til sluseanlægget i Söderström.

### Ombygningen fra 2016-2025
Det gamle Slussen fra 1935 var fortsat intakt frem til juni 2016. Dengang var det et moderne og optimalt trafikknudepunkt for sin tid, men Slussens bygningskonstruktion bar dog præg af omfattende skader allerede fra midten af 1940'erne. såvel i overfladelaget med et saltskadet betondæk, som gennem utæthederne på betonelementerne.. Undersøgelser viste, at problemerne opstod på grund af dårligt udførte fundamenter, hovedsageligt piloteringen ifølge Franki-metoden. I løbet af 1970'erne og 1980'erne fandt et vedligeholdelsesarbejde sted på overfladen samt på søjlerne og bjælkerne i de bærende bygningselementer.
I 1990'erne indløb der alarmerende rapporter om tekniske problemer med kørebaner, brodæk og bærende konstruktioner. Det tidligere fortløbende vedligeholdelsesarbejde var nu koncentreret om akutte "alarmopkald", samtidig med at Slussens fremtid for alvor begyndte at blive debatteret. I 2007 blev der udskrevet en arkitektkonkurrence, og flere arkitektfirmaer indsendte forslag til en ny udformning af Slussen-området. Den 12. december 2011 godkendte et borgerligt flertal på Stockholms stadshus lokalplanen til et nyt Slussen-anlæg, der trådte i kraft den 27. september 2013.
Projekt Slussens ombygning forløber frem til 2025 og indebærer en total forvandling af området. Det arkitektoniske design leveres af arkitektfirmaerne Foster and Partners samt Berg Arkitektkontor.
Den østlige del af 1935-vejkrydsningen blev lukket ned 24. juni 2016, efter at nedrivningen af denne del begyndte. Den resterende vestlige del blev samtidig ændret for at tillade tosporet bus-, cykel- og fodgængertrafik, men med begrænset tilgængelighed og uden forbindelse til Katarinavägen for biler og busser samt for biler til Skeppsbron. Denne vestlige del blev lukket ned, og nedrivningen begyndte, da hovedbroen blev åbnet den 26. oktober 2020.

## Vejkrydsningen
Centralt i projektet er ombygningen af hovedbroen, der forbinder Södermalm med Gamla Stan. Broen som af kommunen kaldes for Slussbron og af medierne for Guldbron, har kørebaner til biler, busser og cykeltrafik samt gangbroer. Broen blev åbnet for trafik den 26. oktober 2020 med tilhørende forbindelser til Hornsgatan, Katarinavägen og Skeppsbron.

## Anlæg til kollektiv trafik
I den sydvestlige del af området findes metrostationen Slussen, beliggende under Ryssgården.
Busterminalen for Nacka- og Värmdöbusserne har en midlertidig placering på Stadsgården under ombygningen, øst for den nye Slussbron. En ny permanent terminal vil derefter være i Katarinaberget.
Slussen jernbanestation på Saltsjöbanan er nedlukket under ombygningen, og Henriksdals station bruges midlertidigt som omstigningssted for busser.

## Vandgennemstrømningen
Forskellige kanaler i Slussen leder vandet fra Mälaren via Söderström til Saltsjön. Vandpassagen består af to afløbskanaler og en slusekanal, Victoriaslusen.. Den sydlige afvandingskanal blev åbnet den 31. august 2022, mens bådtrafikken i Victoriaslusen forventes at åbne i 2025. Karl Johanslusen lukkede i 2016, men den gamle Nils Ericsons sluse eksisterer stadigvæk, idet den fortsat tjener som en dræningsrende og fiskepassage.

## Lokaliteter og bygninger
På den vestlige del Södermalm-siden ligger Södra stadshuset, der indeholder Stadsmuseet i Stockholm, og i østlig retning derfra findes Ryssgården med Södermalmstorg mod nord. På den østlige del ligger KF-huset, og foran dette ses Katarinahissen. Gaden Slussplan er beliggende på Gamla Stan-siden.

## Billeder
- Södra stadshuset med en del af Ryssgården i forgrunden.
- KF-huset og Katarinahissen inden ombygningen.